# Sezenkiv, Barîșivka
Sezenkiv (în ucraineană Сезенків) este localitatea de reședință a comunei Sezenkiv din raionul Barîșivka, regiunea Kiev, Ucraina.

## Demografie
Componența lingvistică a localității Sezenkiv
     Ucraineană (96,33%)
     Rusă (2,59%)
     Alte limbi (0,41%)
Conform recensământului din 2001, majoritatea populației localității Sezenkiv era vorbitoare de ucraineană (96,33%), existând în minoritate și vorbitori de rusă (2,59%).